# عبد القادر الحصني
عبد القادر محمد الحصني (1953) شاعر سوري. ولد في حمص ودرس فيها ثم انتسب إلى كلية الهندسة المدنية في جامعة دمشق، لكنه لم يكمل دراسته. عمل في الحقل الصحافي الأدبي وعمل سكرتير تحرير لمجلة الثقافة السورية، وأمين سر لجمعية الشعر في اتحاد الكتاب العرب بدمشق ورئيس تحرير لدوريات الاتحاد. هو عضو جمعية الشعر منذ 1980. له دواوين شعرية عديدة ومؤلفات في النقد والتصوف إلى جانب ما نشره في مختلف الصحف والمجلات من الدراسات المتفرقة.

## سيرته
ولد عبد القادر بن محمد الحصني سنة 1373 هـ/ 1953 م في حمص ونشأ بها في عائلة تهتم بالأدب والتصوف وقرأ على عمه عبد الرحيم الحصني (؟) اللغة والأدب العربي. درس بها وبعد إتمام دراسته الثانوية انتقل إلى دمشق للدراسة بكلية الهندسة، ولكنها تركها في السنة الأخيرة. عمل مساعد مهندس، ثم سكرتير تحرير لمجلة الثقافة السورية، وعمل منذ 1980 وحتى 1992 مديرًا للشؤون التعلمية بسفارة الجمهورية اليمنية بدمشق، اعتزل بعدها وعمل بأمانة سر جمعية الشعر باتحاد الكتاب العرب بدمشق من 1989 حتى 1990 وهو عضو فيه منذ 1980.

## حياته الشخصية
عاش في اللاذقية والقاهرة.و دمشق و حمص  أحبب في شبابة «ابنة الجيران وأصبت بمصاب كبير عندما ماتت بعد سنتين وتركت آثاراً كبيرة في حياتي». له ميول صوفية. في يونيو 2018، أعلن اعتزاله كتابة الشعر. لكنه عاد إلى الكتابة ، وصدر له في 2020 مجموعة "تنشر غسيلها على السياج"  عن دار خطوط وظلال.
1. ↑  كامل سلمان الجبوري (2003). معجم الأدباء من العصر الجاهلي حتى سنة 2002م. بيروت: دار الكتب العلمية. ج. الرابع. ص. 16. ISBN:978-2-7451-3694-7. LCCN:2003489875. OCLC:54614801. OL:21012293M. QID:Q111309344.
2. ↑  إميل يعقوب (2004). معجم الشعراء منذ بدء عصر النهضة (ط. الأولى). بيروت: دار صادر. ج. المجلد الثاني. ص. 699.
3. 1 2 3  عبدالقادر الحصني
4. ↑  كامل سلمان الجبوري (2003). معجم الأدباء من العصر الجاهلي حتى سنة 2002. بيروت، لبنان: دار الكتب العلمية. ج. المجلد الرابع. ص. 16.
5. ↑  وجوه: الشاعر عبد القادر الحصني.. العازف بأنامل الروح - حرية برس Horrya press نسخة محفوظة 29 يونيو 2019 على موقع واي باك مشين.
6. ↑  الشاعر عبد القادر الحصني:مهمة الفن أن يوقظ الإنسان على إنسانيته - مجلة جهينة - ثقافية اجتماعية شهرية نسخة محفوظة 28 أبريل 2020 على موقع واي باك مشين.
7. ↑  الشاعر عبد القادر الحصني يُعلن اعتزاله كتابة الشعر – صحيفة ذي المجاز نسخة محفوظة 28 أبريل 2020 على موقع واي باك مشين.

جوائزه
- 1970: جايزة الشعر الأولى لثانويات حمص.
- 1974: جائزة الشعر من جامعة دمشق.

## مؤلفاته
من مؤلفاته الشعرية:
- بالنار على جسد غيمة، 1976
- الشجرة وعشق آخر، 1980
- ماء الياقوت، 1993
- ينام في الأيقونة، 2008
- كأني أرى، 2006 [1]
- سارقو النار، 2014 [2]
- في محبتها، 2014

وله أيضًا:
- علاء الدين وسرّ المدينة النائمة، للأطفال، 1985
- شرح ديوان الحلاج، 2007
- الطواسين، 2014